# 지의

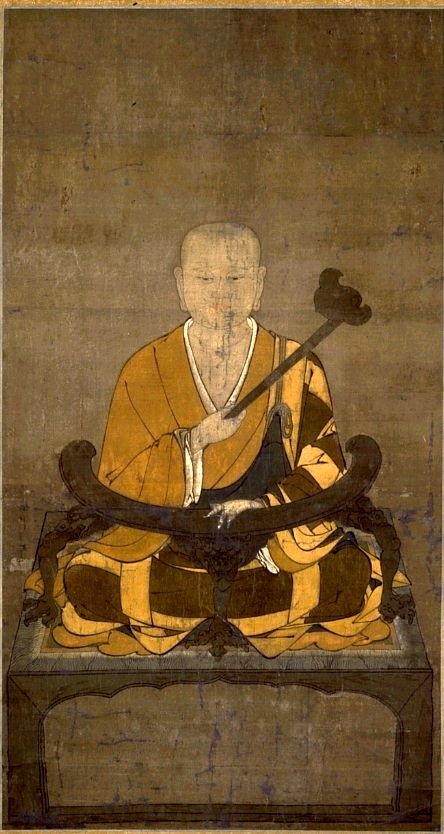

천태대사 지의(智顗: 538~597)는 수나라(581~618) 시대의 승려로, 천태종의 개조(開祖)이다.
존칭으로 천태대사(天台大師) · 지자대사(智者大師) 또는 천태지자대사(天台智者大師)로 불린다.
문하에는 장안(章安) · 지월(智越) 등의 뛰어난 인재가 나왔다.
저작도 많으며, 주요 저서인 《법화현의(法華玄義)》·《법화문구(法華文句)》· 《마하지관(摩訶止觀)》의 천태3대부(天台三大部)를 비롯하여 34부가 현존한다.

## 생애
형주(荊州)의 화용(華容: 후난성 화룽 현 · 湖南省華容縣) 사람으로, 한때 관직에 오르기도 하였으나 전란으로 인하여 양친과 친족을 잃었다.
18세에 출가하여 율장(律藏)과 비담(毘曇) · 성실(成實) · 선법(禪法) 등을 배워 익혔다. 그 후 남악대사(南岳大師) 혜사(慧思)의 문중에 들어가 지관법문(止觀法門), 삼론계(三論界)의 교리와 선관(禪觀), 달마선(達磨禪) 등 소위 북방계의 교리를 이어받고 법화삼매(法華三昧)에 의하여 대오(大悟)하였다.
30세에 금릉(金陵)으로 가서 8년간 《법화경》 등의 강론에 힘썼다.
576년 명리(名利)를 떠나 천태산에 들어가 여기에서 약 10년간 수도 생활을 하였다. 천태교리의 대강(大綱)은 이 시기에 형성된 것이다.
그 후 금릉에서 다시 《대지도론(大智度論)》·《인왕반야경(仁王般若經)》·《법화경(法華經)》 등을 강론하였다. 수 양제의 청에 의하여 그에게 보살계(菩薩戒)를 수여하고 지자대사(智者大師)의 호를 받게 되었다.
고향 형주에 돌아가 옥천사(玉泉寺)를 세우고 천태3대부(天台三大部)인 《법화현의(法華玄義)》·《법화문구(法華文句)》· 《마하지관(摩訶止觀)》을 강설하였다.

## 육묘법문
마음챙김의 방법 중 하나로 언급될 수 있는 천태대사 지의의 육묘법문(六妙法門)에 설명된 호흡조절 및 수행법은 인간을 포함한 생물체가 산소와 이산화탄소를 사용하는 근본적인 생리적 현상에 전적으로 의존하고 있으며 이러한 생명체의 제1우선순위의 행위이자 대자연의 고마움을 각성하게 하는 의미깊은 저술이다. 그의 저술에서 호흡이라는 간단히 보이는 호흡과정을 6단계로 제시하고있다. (1)숨을 들어마시고(數息), (2) 들숨의 공기가 이동하는 경로를 마음으로 느끼며(相隨), (3)산소가 몸으로 퍼지고 이산화탄소와 교체되고(止) , (4) 이를 이해하고(觀), (5)숨속의 이산화탄소의 농도가 높아지고(還), (6) 정화의 의미를 갖는 날숨을 내보내는(淨) 과정으로 호흡조절을 통해서 이러한 깊은 심적 생리적 작용을 실행해볼 수 있다.

## 참고 문헌
- 지의 『마하지관』 / 김정희 pdf
- 이 문서에는 다음커뮤니케이션(현 카카오)에서 GFDL 또는 CC-SA 라이선스로 배포한 글로벌 세계대백과사전의 내용을 기초로 작성된 글이 포함되어 있습니다.